# Cabeza del Buey
Cabeza del Buey es un municipio español, perteneciente a la provincia de Badajoz (Extremadura) y limítrofe con Andalucía. Pertenece a la comarca de La Serena y al partido judicial de Castuera.

## Geografía física

### Localización
Cabeza del Buey se asienta en la ladera norte de la sierra del Pedregoso, (estribación de Sierra Morena) que cruza su término municipal de este a oeste con 18 kilómetros aproximadamente y de norte a sur con más 35 km de longitud y a la ribera del Zújar, que separa esta localidad de Andalucía. La sierra del Pedregoso forma una cadena montañosa con elevaciones de importancia, como la de Tiros (957 m s. n. m.), sierra de la Rinconada (844 m s. n. m.), Collado de la Nava (831 m s. n. m.), Majada de las Vacas, Majada de la Peña (895 m s. n. m.), Cruz del siglo XX (866 m s. n. m.) y Almonacid. Su situación estratégica es de primer orden, puesto que se sitúa al este de Extremadura y a escasos kilómetros de Andalucía y Castilla-La Mancha. Su enclave estratégico ha sido un referente en la comunicación por vía férrea para las comarcas de La Serena, La Siberia y Los Pedroches, esta última en la provincia de Córdoba. Su casco urbano supera las 140 ha (hectáreas) convirtiéndose en el más extenso de toda la zona de La Serena y la vecina Siberia; igual sucede con su término municipal, que es también el más extenso de las dos comarcas con una superficie de 475,06 km² (kilómetros cuadrados) y ocupa el quinto puesto de toda la provincia.
Junto con Villanueva, que constituye su puerta occidental y Castuera, que se sitúa en el centro del territorio, Cabeza del Buey determina el tercer gran hito de articulación de los amplios dominios de la Serena.
El término municipal tiene los siguientes límites:
- Por el suroeste por el río Zújar, que lo separa del término de Belalcázar (Córdoba).
- Al este, con El Viso (Córdoba), Zarza Capilla, Peñalsordo y Sancti-Spíritus (los tres de la provincia de Badajoz, los 2 primeros de la comarca de La Serena y el último de la comarca de La Siberia, separado de Cabeza del Buey por el río Zújar).
- Al norte también limita con dicho río, que divide Cabeza del Buey de Esparragosa de Lares y al oeste, linda con Castuera, Benquerencia de la Serena y Monterrubio de la Serena.

| Noroeste: Sancti-Spíritus          | Norte: Esparragosa de Lares | Noreste: Zarza Capilla y Peñalsordo |
| Oeste: Castuera y Benquerencia     |                             | Este: Belalcázar, El Viso           |
| Suroeste: Monterrubio de la Serena | Sur: Belalcázar             | Sureste: Belalcázar                 |

### Hidrografía y orografía

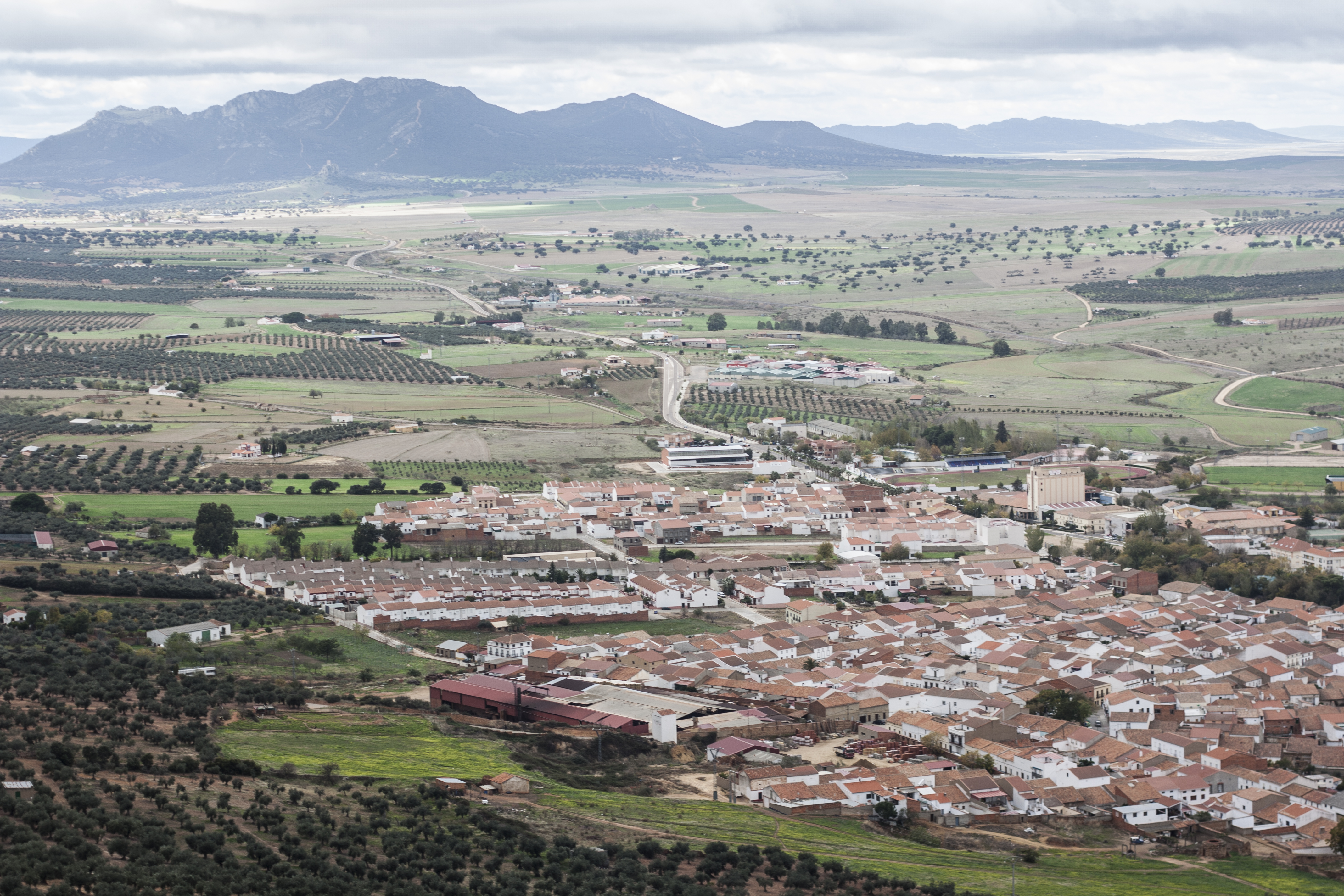
Vista panorámica de Cabeza del Buey. En el horizonte: Almorchón (pedanía), el Castillo de Almorchón, el Santuario de Nuestra Señora de Belén, y por último, la sierra de Tiros.

Las corrientes fluviales son principalmente, el río Zújar por el Norte, por el Este y por el Sur. A destacar en menor importancia sus afluentes; los arroyos: Dos Hermanas, del Buey, Ajo, Almorchón y de las Perrillas.
El término está dividido morfológicamente en dos partes: una de terreno alomado, adehesado y desarbolado, típico de La Serena y otra de terreno arbolado, con profusión de cerros, pronunciadas lomas y hondonadas, característico de la vecina La Siberia.

### Clima
El clima de la zona es continental atemperado por la latitud, con veranos secos y calurosos y una distribución estacional de las lluvias durante el otoño y la primavera. Los inviernos son muy fríos, con predominio de heladas matinales.

## Naturaleza

### Fauna
Los naturalistas han detectado pasos de grullas, considerándose uno de los puntos de más relevancia faunística de la comarca, con buitres leonados, con nidificación en las sierras y rocas escarpadas. Hay también águilas reales, alimoches e incluso cigüeñas negras.
En general toda la sierra del Pedregoso, de considerable altura y notable tranquilidad, es un paraje muy interesante por la cantidad de aves y especies protegidas que alberga.
En el casco urbano se puede ver el cernícalo primilla. En las fincas de la carretera de la Golondrina, que va hacia la presa de la Serena, se pueden contemplar bandadas de avutardas.

## Historia
Durante la primera treintena del siglo XX, se llevaron a cabo pormenorizados estudios de la época paleolítica gracias al abate francés  Henri Breuil. La población de Cabeza del Buey le debe reconocer al clérigo que hoy se conozca su pasado histórico. Puesto que la comarca, y desde los tiempos más remotos, la habitaron los primitivos íberos que dejaron la huella de su paso, debido a la abundancia de cuevas naturales que les proporcionaron un hábitat adecuado para resguardarse de las inclemencias climáticas y cubrir sus necesidades primarias en los entornos cercanos a sus asentamientos. La abundancia de cuevas, refugios naturales y pinturas rupestres que existen en las sierras de Cabeza del Buey son el reflejo fiel de que estas tierras estuvieron habitadas por moradores desde la prehistoria. A nuestros días han llegado vestigios del hombre primitivo en Puerto Alonso, en el cerro Estanislado, en el valle de la Cueva y en el morro de la fuente del Peral. El último hallazgo encontrado ha sido en la sierra de la Rinconada, bautizado como el Abrigo del Águila.
Saltando a otras épocas, como son la del Neolítico, la Edad del Bronce y la Edad del Hierro, hay que establecer una fecha no concretada para comenzar la historia conocida de la comarca que debió de ser similar a los territorios del entorno. Como además de las pinturas rupestres existentes en los enclaves vecinos a Cabeza del Buey, existen vestigios de la época romana, (complejo termal de La Nava del siglo I).
Cuando en los primeros años del siglo V se produce la invasión visigoda, Cabeza del Buey debería tener cierta importancia comercial y estar unida por calzadas de tránsito regular con los asentamientos romanos de Medellín y Mérida, entre otras poblaciones de la actual región extremeña. Pero si la península ibérica había experimentado un extraordinario desarrollo bajo el dominio romano, desarrollo que se frenó en la época visigoda hasta el siglo VIII.
Durante el periodo visigodo y en los años precedentes y posteriores al inicio de la Reconquista, la comarca de Cabeza del Buey irá perdiendo su importancia debido al aislamiento que se produce por los enfrentamientos militares fronterizos. Será a partir de 1212, y debido a la Batalla de las Navas de Tolosa cuando esa comarca emprenda su resurgir al incrementarse la presencia castrense de los tercios castellano-leoneses y la colaboración de las órdenes militares que operaban en Extremadura. 
Después de estas fechas, y consolidada la Reconquista, toda la comarca de La Serena se verá sometida a una disminución de su poblamiento por estar cerca de la zona fronteriza entre cristianos y musulmanes. De todas formas, será a partir de la tercera década del siglo XIII cuando este núcleo urbano comience a conocérsela por el nuevo nombre de “CabeÇalbuey”; y por su desarrollo posterior que comienza en la primera mitad del siglo XIV, puesto que este poblado aparece mencionado en el Libro de la Montería de Alfonso XI. Parece ser que a partir de esas fechas, Cabeza del Buey ya empezaba a ser poblamiento de importancia en la comarca de La Serena.
A partir de 1226 la zona quedará incorporada a los reinos Castellano-Leonés gracias a la colaboración de los caballeros templarios.
Fueron decenas de caputbovenses los que partieron a la conquista americana, el más relevante de ellos fue García Holguín, conquistador de Cuba y México, fundador de la ciudad de Holguín, en Cuba, famoso por capturar al último emperador azteca Guatemotzin. 
En la lista del historiador Vicente Navarro del Castillo solamente aparecen 16 habitantes de Cabeza del Buey que concurrieron a la conquista americana; como Miguel Seco Moyano, conquistador de Nueva Granada, sin embargo, hay uno más que no aparece en la citada lista Pedro Blasco Martín, uno de los más señalados guías que actuaron en la conquista y pacificación del Nuevo Reino de Granada (la actual Colombia). También participó la familia Lillo procedente de Francia ayudados de la familia Escudero, mandando las tropas Luciliano Escudero, llamado familiarmente "El Nani".
Hay una bandera realizada según la norma que se dicta para las Milicias, el 13 de septiembre de 1820. Esta bandera está depositada en el Congreso de los Diputados y fue regalada por Diego Muñoz-Torrero.
A la caída del Antiguo Régimen la localidad se constituye en Municipio constitucional en la región de Extremadura. Desde 1834 quedó integrado en el partido judicial de Castuera. En el censo de 1842 contaba con 1368 hogares y 5395 vecinos.
Ya en el siglo XX, al inicio de la Guerra Civil Cabeza del Buey quedó encuadrada dentro de la zona republicana. El 12 de agosto de 1936, poco antes de la toma de Badajoz por las tropas franquistas, cayó en poder de los sublevados; las fuerzas moras ocuparon un hospital establecido en la localidad que no había sido evacuado, y fueron degollando cama por cama a los heridos que iban encontrando.
El 6 de septiembre de 1938 la localidad sufre el ataque del bando republicano, según refiere el parte oficial de guerra franquista.

## Demografía
Cabeza del Buey cuenta con una población de 4526 habitantes (INE 2024).
| Gráfica de evolución demográfica de Cabeza del Buey entre 1842 y 2021                                                 |
| |
| Población de derecho según los censos de población del INE. Población de hecho según los censos de población del INE. |

El gentilicio de sus habitantes es caputbovense.
En los últimos años Cabeza del Buey ha visto como poco a poco se va frenando la fuerte migración que ha sufrido, sobre todo en la época de los años 1960 y 1970. Incluso se podría decir que la tendencia de la población va en aumento año tras año.
Dada su gran importancia en las comarcas de la Serena y la vecina Siberia, debido a su situación estratégica para la comunicación por vía férrea y por ser una de las plazas ganaderas más importantes de la región, este municipio llegó a alcanzar la gran cifra de casi quince mil habitantes, llegando a ser el más poblado de las dos comarcas.

## Administración y política

### Ayuntamiento
El órgano de gobierno del municipio es el Ayuntamiento de Cabeza del Buey, formado según lo establecido en la legislación electoral española por trece concejales cada cuatro años por sufragio universal de todos los habitantes mayores de 18 años empadronados en la localidad. Al inicio de cada legislatura, los concejales nombran de entre ellos a quien va a ocupar el cargo de alcalde-presidente y representa al Ayuntamiento. Corresponde al alcalde dirigir el gobierno y la administración municipal.
En la actualidad y tras las últimas elecciones del 2015, la alcaldesa es Ana Valls Muñoz, del Partido Socialista, derrotando con mayoría absoluta al Partido Popular tras cuatro años de legislatura.
El actual gobierno queda dividido en siete concejalías:
- Concejalía de Seguridad, Tráfico, Personal y representación municipal.
- Concejalía de Bienestar Social.
- Concejalía de Educación y Cultura.
- Concejalía de Régimen Interior.
- Concejalía de Agricultura, Ganadería, Industria y Comercio.
- Concejalía de Medioambiente y Urbanismo.
- Concejalía de Juventud, Deportes, Turismo y Festejos.

La casa consistorial es un gran edificio de dos plantas con acceso para minusválidos que acoge las siguientes oficinas:
Planta baja
- Oficina de Alcaldía
- Oficina de Secretaría
- Oficina de Secretaría General
- Oficina de Intervención
- Oficina de Tesorería
- Oficinas generales
- Oficina de Servicios Sociales
- Oficina de Agencia de Empleo y Desarrollo Local

Planta alta
- Oficina Municipal de Obras
- Oficina de Salón de Plenos
- Oficina de Grupos Políticos

### Administración municipal
Ofrece varios servicios administrativos como:
- Archivo, tesorería, secretaría, padrón, censo y estadística, ventanilla única (funciones: remisión de la documentación a organismos públicos, remitiendo la documentación a organismos de la Junta de Extremadura y del Estado, etc.

Servicios básicos que ofrece:
- Captación de aguas
- Centro de desinfección de vehículos
- Escombrera municipal
- Cementerio municipal
- Oficina de información al consumidor
- Parque de maquinaria en propiedad. (Diputación)
- Punto limpio tipo B

### Administración autonómica
Cabeza del Buey aparte de ser un referente en la comarca de la Serena y abarcar todos sus servicios para la propia localidad, también abarca gran parte de los servios de la zona Este de la Comarca de la Serena y también de la vecina Siberia como:
- Oficina del INEM actual SEPE
- Oficina del SEXPE
- Centro de Atención Administrativa
- Oficina Comarcal Agraria
- Oficina veterinaria
- Oficina Comarcal de Atención contra la Violencia de Género
- Estación de ferrocarril
- Estación de autobuses
- Centro subcomarcal de salud
- UMER (112)

## Economía
Municipio eminentemente agrícola (olivares, cereales y ganadero). Destaca la ganadería ovina por la cantidad de producción de carne y por su queso, el Queso de la Serena con denominación de origen protegida elaborado por la industria primaria de transformación establecida en Cabeza del Buey. Por todo esto hay que destacar que Cabeza del Buey es el principal motor ganadero de La Serena y La Siberia por ser la localidad con mayor número de cabezas de ganado ovino y tener una de las principales cooperativas ganaderas de la Región como es ALANSER, también cuenta con dos polígonos industriales y una gran cuña industrial debido al desarrollo industrial que se ha producido en el municipio en las últimas décadas.
- Polígono industrial La Loma
- Polígono industrial El Pago
- Cuña industrial, ctra. de Puebla

En el sector industrial, si por algo destaca Cabeza del Buey es por el gran número de empresas cooperativas que se han creado en este pueblo. Algunas de sus principales empresas son las siguientes:
- Coop. Olivarera, con gasolinera 24 horas.
- Matadero Industrial.
- Centro de Tipificación y Clasificación de Corderos.
- Sala de Despiece de Cordero.
- Centro de Limpieza y Desinfección de Vehículos.
- Centro de Mezclas COVAP (Almorchón).
- Coop. de Ladrillos y Termoarcilla.
- Coop. Ganadera "ALANSER".
- Coop. Gimnástica Extremeña.
- Coop. de Cableado para Mesas de Control de Trenes y Metros (Para ciudades como: Madrid, Barcelona, Londres, París y Nueva York).
- Coop. Textil "CONSER".
- Coop. de Consumo.

La actividad terciaria se abre con el turismo, de tipo ecológico y naturalista, que se ha promovido recientemente.
Es realmente importante el número de emigrantes que en los años sesenta y setenta tuvieron que abandonar este municipio en busca de trabajo que vuelven verano tras verano con sus familias.
Actualmente cuenta con varias queseras para la elaboración artesanal del Queso de La Serena.

## Transportes
- Estación de autobuses. Ctra de Circunvalación s/n (cafetería, restaurante, aparcamiento y aseos)
- Estación FF.CC. de Línea Madrid-Badajoz; Ramal Córdoba-Almorchón
- Carretera EX-104, (antigua Ctra Nacional-420) de Villanueva de la Serena a Andújar. Elegida por el Ministerio de Fomento para el trazado de la Autovía Nacional A-43.
- Origen de la carretera EX-322, (antigua BA-400) de Cabeza del Buey a Puebla de Alcocer.
- Origen de la carretera EX-323, de Cabeza del Buey al límite provincial de Ciudad Real, atravesando Zarza Capilla, Peñalsordo y Capilla. Esta carretera seguiría también el trazado de la A-43 para enlazar con Almadén en la provincia de Ciudad Real.
- Origen de la carretera (BAV-4005), de Cabeza del Buey a Helechal.
- Origen de la carretera (BAV-4001), de Cabeza del Buey al cruce con la EX-103 a la altura de la Presa de La Serena.
- Autovía A-43. Esta autovía nacerá a escasos kilómetros de Mérida concretamente en Torrefresneda en la Autovía del Suroeste y terminará en la Autovía del Este en Atalaya del Cañavate. El Trazado finalmente elegido es:(Torrefresneda - Cruce de Villanueva de la Serena - Don Benito - Campanario - Castuera - Cabeza del Buey - Almadén - Puertollano - Ciudad Real - Daimiel - Manzanares - Tomelloso - Villarrobledo - San Clemente - Atalaya del Cañavate). Algunos de estos tramos ya están en servicio. Su longitud total será de 432,94 km. Esta vía de comunicación conecta el este de la Península, y concretamente el Puerto de Valencia, con el oeste (Vega del Guadiana), sirviendo de conecsión directa entre Lisboa y Valencia sin pasar por Madrid.

Se cruza con la Autovía de las Vegas Altas (EX-A2) en Don Benito-Villanueva de la Serena, con la Autovía del Sur (A-4) en Manzanares, con la Autovía de los Viñedos (CM-42) en Tomelloso y con la Autopista Ocaña-La Roda (AP-36) en San Clemente.

## Servicios públicos
Cabeza del Buey, desde hace varias décadas viene siendo un referente claro, en el sector servicios y probablemente uno de los que más prestaciones sociales ofrece de toda su comarca.

### Educación
- CEIP Extremadura.
- CEIP Muñoz-Torrero.
- CEI y ESO Santa Teresa (concertado)
- IES Muñoz-Torrero (ciclos de grado Medio y Superior)
- CEPA de Cabeza del Buey.
- Escuela Hogar San Vicente (residencia mixta)
- Guardería infantil La Rosaleda
- Colegio de educación especial La Encina

### Sanidad y servicios sociales
- Centro de salud subcomarcal (abarca gran parte de la zona Este de la comarca de la Serena, prestando servicio a casi ocho mil hab.)
- Punto de atención continuada
- Urgencias 24 horas
- UMER (Unidad Medicalizada de Emergencias, 112.) En toda la Provincia de Badajoz sólo hay 9 repartidas por todo el territorio, la de Cabeza del Buey abarca un gran radio de km, en la comarca de la Serena, la vecina Siberia y Los Pedroches (Córdoba).
- Plena Inclusión Cabeza del Buey
- Centro de día
- Residencia de ancianos Hogar Club Pisos Tutelados.
- Residencia de ancianos Ntro Padre Jesús Nazareno (privada)

### Seguridad
- Guardia Civil
- Policía local
- Protección Civil
- Bomberos
- Cruz Roja

## Medios de comunicación
- Emisora local Radio Serena
- Periódico local

## Patrimonio

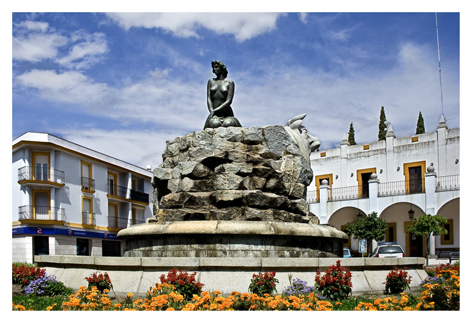
Alegoría de Cabeza del Buey, conocida popularmente como "Fuente de la Jacinta", conjunto realizado por el escultor López-Arza.

### Casco histórico
El núcleo histórico del pueblo lo componen las calles próximas al ayuntamiento e iglesia parroquial, hospital Santa Elena, la actual plaza de la Constitución y la plaza de La Fuente en cuyo centro se encuentra situado un monumento emblemático del pueblo. En Cabeza del Buey se puede apreciar un claro estilo urbanístico radial, tomando como centro la plaza de la Fuente, de la que parten las principales arterias en las que desembocarán el resto de las vías secundarias. La avenida Ntra. Sra. de Belén, paralela al parque municipal, seguida de la calle La Cruz, que desemboca en la plaza de la Fuente, está considerado su centro neurálgico, donde se establecen la mayoría de centros comerciales, institutos y colegios, estación de autobuses, cines, cafeterías y restaurantes, oficinas bancarias, etc.

### Parroquia de Nuestra Señora de Armentera
Iglesia parroquial católica en la Archidiócesis de Mérida-Badajoz.
El pueblo cuenta también con varias ermitas y monumentos de interés histórico como:
- Ermita de San Roque (s. XIII)
- Ermita de San Vicente (siglo XVIII)
- Ermita del Cristo Humilladero (siglo XVI)
- Ermita de Ntro. Pdre. Jesús Nazareno (siglo XVI)
- Ermita del Calvario (situada en una cúspide de la sierra del Pedregoso, a unos 816 m s. n. m. —metros sobre el nivel del mar—)
- Ermita de Ntra. Señora de Belén, patrona de la localidad y de La Serena (siglo XII-XVI-XVII)
- Hospital de Santa Elena (año 1501)
- Convento de las Concepcionistas Franciscanas (año 1523)
- Casa de la Encomienda (siglo XIV)
- Casa natal de Diego Muñoz-Torrero y Ramírez-Moyano (1761-1829)
- Casa Solariega de la Familia Villalobos (s. XVIII)
- Termas Romanas del Puerto de la Nava (s. I d. C.)

### Convento de Concepcionistas Franciscanas
Martín Rol fue el fundador de dicho convento, escogió el sitio casi en medio de la villa y, después de vencer algunas dificultades con la compra de los terrenos, suficientes para la debida extensión de la obra, esta se comienza en 1517 y se termina cinco años después. Dispuso que vinieran cuatro sobrinas suyas como fundadoras; religiosas a la sazón en el convento de Santa Inés de Sevilla, de donde fueron traídas a Cabeza del Buey. Estas eran Isabel Rol, Mencía Rol, Catalina Rol y Elvira Hurtado; de las cuales, la primera entró siendo abadesa. Esto ocurría el 31 de mayo de 1523, asistiendo como visitador el Padre Fray Martín del Hierro, comisario visitador de Las Monjas de la Provincia de Santiago (a la que perteneció el convento durante algunos años.)
El mismo día el fundador, hizo donación de la hacienda necesaria, según consta en la escritura de Fundación y Capitulaciones del Convento, para veinte capellanías que habían de ser recibidas, parientas suyas, fuera de las extrañas que entrarán con dote, y a falta de parientas otras doncellas honestas y recogidas. El monasterio estaba concebido para treinta religiosas y tenía una extensión de 3025 metros cuadrados.
Después de la muerte del fundador, ocurrida en 1533, ocho capellanas de aquí fueron a fundar otro convento a Trujillo, siendo el primer fruto de la fecundidad espiritual de éste Monasterio. En 1568 dos religiosas fueron a Medellín, como abadesa una y como provisora la otra.
En 1626, a petición del Ordinario de la Orden de Alcántara, a que estaba sujeto la provincia Franciscana, fueron enviadas cuatro monjas a fundar un nuevo Convento en Villanueva de la Serena, sede del prior de Magacela, con las anteriores ya son tres las fundaciones hechas por las religiosas del Convento de esta Villa. Sin duda, un Convento de los más importantes y antiguos de toda Extremadura.

### Santuario de Nuestra Señora de Belén
Declarado Bien de Interés Cultural por la Consejería de Cultura, y Patrimonio de la Junta de Extremadura (1990), es el Monumento Histórico-Artístico más importante de Cabeza del Buey y sin duda el más relevante de La Serena
Está poblado de Olmos Centenarios, de gran altura, que dan al conjunto un gran valor paisajístico. Estos olmos fueron declarados por la Junta de Extremadura en 2005 (Dec. 140/2005, de 7 de junio) Árboles Singulares. En el año 2018 alcanzaron el título de Árbol del Año en España 2018 y 2.º Mejor Árbol Europeo 2018. Alberga la Imagen de la Patrona de la Localidad, Nuestra Señora de Belén.

### Casa del Comendador
Palacio habitado en el siglo XVI por los comendadores y mandado construir por los condes de Alba de Liste.

### Castillo de Almorchón
Formidable castillo roquero, del que quedan en pie las ruinas de dos torres.
Sus orígenes se remontan a la época de los musulmanes. Tras la reconquista de la comarca de La Serena entre 1232 y 1236 por Fernando III, este emplazamiento fue entregado a la Orden del Temple, bajo cuyo dominio permaneció durante muy poco tiempo, ya que en 1309, el rey Fernando IV lo cede a la Orden de Alcántara. En lo alto del promontorio, aún persisten la torre del homenaje, de sección pentagonal y otra torre cilíndrica, derruida en su mitad oriental, ambas construidas en torno al siglo XV. Hacia el siglo XVI, el castillo cayó en abandono hasta la actualidad, en que se aprecia su estado de ruina secular.

### Parques y jardines
Cabeza del Buey cuenta con una gran variedad de parques y jardines, de los cuales, sus habitantes suelen disfrutar durante todo el año, aunque las épocas más bonitas para disfrutar de ellos son, la primavera y verano, por todo el colorido de la gran variedad de flores, arbustos, y árboles que poseen, sin descuidar para los más nostálgicos, el maravilloso otoño, el cual permite ver un hermoso manto de hojas caídas de color amarillo..sin duda son los rincones más donde todos alguna vez han paseado, jugado e incluso han servido de inspiración para las personas más bohemias y soñadoras.
- Parquecillo de la Ciudad jardín
- Jardín infantil de la urbanización Las Viñas
- Parquecillo de la calle Rosario
- Parque municipal
- Parquecillo de Los Frailes
- Parque de San Roque

El principal pulmón verde es el parque municipal, con una superficie de unos 12 000 metros cuadrados y con más de 50 años de antigüedad. Posee una gran variedad de árboles. En la parte Oeste tiene una gran superficie de atracciones para los niños, también tiene varias fuentes de agua y bancos repartidas por todo el parque, servicios públicos, dos grandes estanques de agua con cierta variedad de peces de colores y en la zona del Centro es donde se encuentra situada una gran "Carpa" con una pista de baile y un escenario con sus camerinos para las orquestas que se contratan en la feria. El escenario es también utilizado para otros eventos en cualquier época del año, como bailes regionales, concursos infantiles, karaokes etc. En ambos lados de la pista de baile hay dos chiringuitos de ambiente.

## Organización territorial y urbanismo
Su casco urbano se divide en los siguientes barrios:
- Barrio Chino
- Urb. Ciudad Jardín
- Urb. Las Viñas
- Centro
- Barrio El Tejar
- Barrio El Calvario
- Barrio Cristo Humilladero
- Barrio La Estación
- Barrio El Cerrillo
- Barriada San Roque
- Casco Antiguo (ayuntamiento, iglesia parroquial, hospital de Santa Elena, convento de Franciscanas y plaza de la Constitución)

## Cultura

### Instalaciones culturales
- Cine y centro cultural (aforo de 362 butacas)
- Biblioteca municipal Casimiro Barbado González

### Entidades culturales
En el pueblo hay una universidad popular.
En cuanto a museos, destaca el centro de interpretación de la Pintura Rupestre.
En cuanto a música, Cabeza del Buey cuenta con varios grupos de rock que van saliendo de la localidad, el más influyente es Sínkope que ya lleva unos cuantos años. Actualmente en activo hay varios grupos más como los Hijos del Kaos, Ajierro, Dsgarre y Perros del Averno.
El folclore va de la mano de la asociación cultural juvenil Barbuquejo, asociación perteneciente a la Federación Extremeña de Folklore (FEF). El grupo Barbuquejo se dedica a recopilar y mantener vivo el Folklore Extremeño y Caputbovense, llevando a cabo diversas actuaciones a nivel nacional a lo largo del año, así mismo vela por recuperar las tradiciones locales y regionales.
También cuenta con una Banda de Música, la cual ha realizado actuaciones de ámbito nacional e internacional.

### Eventos culturales
- Merconavidad "Salón del Comercio": En el puente de la Inmaculada, Salón Comercial de más de mil metros cuadrados, organizado por el Ayuntamiento y la Asociación Mercorhic. Tres días de Salón Comercial para potenciar y resaltar la labor del pequeño comercio y ofrecer un espacio festivo para las compras navideñas. Ubicado en el pabellón polideportivo con entrada gratuita y amplios aparcamientos. Horario: de 12 a 21 h.
- Festival Nacional de Folclore Cardinche, suele ser el mismo fin de semana que la despedida de la Patrona de la localidad, viene contando con la participación de dos grupos de folclore además del anfitrión.

## Patrimonio cultural inmaterial

### Festividades
Cabeza del Buey cuenta con numerosas fiestas a lo largo de todo el año. Destacamos las siguientes: Cabalgata de Reyes, La Candelaria, Carnavales, San Vicente (coincidiendo con Pentecostés), San Roque y feria y fiestas de San Miguel con la Romería al Santuario de Nuestra Señora de Belén (27 de septiembre) que los antecede.
- Cabalgata de Reyes: 5 de enero. Tradicionales carrozas de Los Reyes Magos acompañadas con espectáculos de zancos circenses.
- Candelaria: 2 de febrero. Tradición de origen celta que ha llegado a nuestros días, en la que numerosos barrios de la localidad organizan la quema de sus hogueras o candelas con el ramón de los olivos.
- Jueves Lardero: jueves anterior al Miércoles de Ceniza, se celebra en La Charca Pública, a unos 2 km (kilómetros) de Cabeza del Buey, carretera a Puebla de Alcocer. Es típico visitar este recinto el jueves por la tarde para compartir dulces como borrachuelos y rosquillas.
- Carnavales: fiesta (4 días) que cada año tiene más importancia festiva en la comarca. En el desfile inaugural y concursos participan más de 600 personas. Espectacularidad en los trajes infantiles y juveniles confeccionados a mano.
- Semana Santa: es la expresión tradicional religiosa más antigua de La Serena, data del siglo XVI. Es la festividad que más turistas acoge por la fastuosidad de los ocho pasos procesionales portados por costaleros de las cuatro cofradías. Mención especial requiere la procesión de Jesús Nazareno por su importancia, relevancia, antigüedad y número de cofrades, constituyendo así el principal ejemplo de la historia de la Semana Santa caputbovense.
- Cruces de Mayo: primera semana de mayo. Las asociaciones de vecinos, folclore, comerciantes y barrios han recuperado esta tradición, haciendo cruces con flores naturales y de papel.
- Fiestas de San Roque: 15 y 16 de agosto. Es la Fiesta por excelencia de la época estival de Cabeza del Buey. Festival de Los Pueblos del Mundo, conciertos, gastronomía, competiciones deportivas, flamenco etc. La mayoría de los actos se celebran en la pista central del parque municipal.
- Feria y fiestas de San Miguel: del 27 de septiembre al 1 de octubre. El 27 de septiembre la romería se celebra en el recinto del Santuario de Nuestra Señora de Belén, a 11 km (kilómetros) de la localidad, donde está la Patrona de Cabeza del Buey, La Virgen de Belén. Los jóvenes de la localidad hacen este trayecto en carrozas adornadas con palmas y también a caballo, para después pasar el día en el Santuario. El día 27 a las 21:30 es la Entrada Triunfal de La Virgen en Cabeza del Buey (donde permanecerá casi dos semanas) acompañada por la banda municipal de música y una espectacular quema de fuegos artificiales. En los días de Feria, en la pista del parque municipal hay actuaciones infantiles, exposiciones, actuaciones de sevillanas, flamenco, pop/rock, orquestas Internacionales, conciertos (campo de fútbol), competiciones deportivas y un largo etc. La Feria por excelencia es la de San Miguel. Aunque por su fecha está más enfocada a la propia localidad, los emigrantes que vuelven año tras año para acompañar y disfrutar de su Patrona y a los pueblos de los alrededores. Es curioso que las fiestas de San Roque y Semana Santa son las más populares de todas, en las que la población suele rondar e incluso superar los 15 000 habitantes

### Gastronomía
La gastronomía caputbovense es sencilla, natural y acorde con los productos de la tierra. La materia prima de alguna de sus especialidades salen del cordero, como las chuletas o calderetas; del cerdo, alimentado con bellotas; de los productos silvestres como los espárragos trigueros, cardillos, achicorias o criadillas de la tierra. El aceite de oliva, el cordero y el queso de la Serena están presentes en las cocinas de Cabeza del Buey, cuya calidad ha traspasado fronteras regionales y nacionales. Destacamos platos típicos como el gazpacho de invierno, paticallo, escabeches, ajo de coles, migas, salón de oveja, aceitunas en sosa y machás y dulces como borrachuelos y rosquillas.
Se comercializan con las etiquetas de calidad de:
- Denominación de Origen "Queso de La Serena."
- Denominación de Origen "Dehesa de Extremadura."

- Denominación (I.G.P.) "Cordero de Extremadura."

## Deporte
Cabeza del Buey cuenta con muy buenas y varias infraestructuras deportivas desde hace varios años, las cuales con el paso del tiempo se han ido reformando y mejorando notablemente. En la actualidad el pueblo cuenta con las siguientes instalaciones deportivas:
- Campo de fútbol de césped natural con pistas de atletismo
- Campo de fútbol 7
- Polideportivo municipal (2 canchas de tenis, 1 cancha de baloncesto, 1 pista de fútbol sala y 2 pistas de pádel)
- Pabellón cubierto polideportivo con gimnasio
- Piscina olímpica y piscina recreativa para niños
- Zona recreativa con máquinas de ejercicio para personas mayores
- Campo de Tiro al Plato